# Воронове (Синельниківський район)
Во́ронове — село в Україні, у Синельниківському районі Дніпропетровської області. Входить до складу Раївської сільської громади. Населення 350 осіб (2025 рік).

## Географія
Село Воронове знаходиться на правому березі річки Плоска Осокорівка в місці впадання в неї річки Осокорівка, вище за течією на відстані 2 км розташоване село Олександропіль, на протилежному березі - село Шевченка (Запорізький район).

## Історія
Село утворене переселенням мешканців давнього села Олексіївка, що лежало на правому березі Плоскої Осокорівка при її усті у Дніпра, яке було затоплене водами Дніпровського водосховища.
До 2017 року орган місцевого самоврядування - Василівська сільська рада.
12 червня 2020 року, відповідно до розпорядження Кабінету Міністрів України № 709-р від «Про визначення адміністративних центрів та затвердження територій територіальних громад Дніпропетровської області», увійшло до складу Раївської сільської громади.
19 липня 2020 року, в результаті адміністративно-територіальної реформи та ліквідації   Синельниківського (1923—2020) району, село увійшло до складу новоутвореного Синельниківського району.

## Археологія
Палеолітична стоянка (датується 20 тисячами років тому) відкрито у села Вороновому.

### Олексіївський могильник
У селі Олексіївка (затоплене водами Дніпровського водосховища; було розташоване на лівому березі річки Осокорівка при її впадінні у Дніпро) виявлено ранньослов’янське (антське) поселення (VI—VIII століття) з рештками гончарного виробництва.
Поблизу села знайдений могильник Маріупольського типу дніпро-донецької культури. Було знайдено три тілопокладення, що супроводжувалися металевими прикрасами кола «старожитностей антів». Одне з них було випадково розкрите у 1940 році, ще одне — у 1952, а останнє — розкопане власне О. В. Бодянським у 1953 році.
Ці поховання були пов’язані автором розкопок з «антським» поселенням над Тягинською заборою  у села Олексіївка.
Олексіївські поховання поклали початок дискусії про біритуальність поховальної практики носіїв пеньківської культури. Певні відомості є лише про поховання 1953 року, тоді як два інших були описані В. О. Бодянським за словами місцевих селян. Саме тому зарахування їх до кола «антських старожитностей» традиційно вважалося сумнівним уже з часів виходу перших узагальнюючих праць, присвячених пеньківським пам’яткам. Таке скептичне відношення до наявності у пеньківського населення традиції тілопокладання закріплювалося і тим, що на всіх достовірно пеньківських могильниках були зустрінуті лише тілоспалення .

## Інтернет-посилання
- Погода в селі Воронове [Архівовано 7 червня 2016 у Wayback Machine.]